# Ludwig Schenck zu Schweinsberg
Ludwig Ernst Carl Schenck zu Schweinsberg (* 6. Oktober 1767; † 24. Dezember 1847 auf Hofgut Hermannstein) war ein deutscher Gutsbesitzer und Mitglied der Ersten Kammer der Landstände des Großherzogtums Hessen-Darmstadt.

## Leben

### Herkunft
Ludwig Schenck zu Schweinsberg entstammte dem hessischen Uradelsgeschlecht Schenck zu Schweinsberg, aus dem zahlreiche namhafte Persönlichkeiten hervorgegangen sind. Er war der Sohn des Wilhelm Bernhard Ludwig Schenck zu Schweinsberg (1710–1795) und dessen Ehefrau Carolina Josina Maria Lucretia Schenck zu Schweinsberg (1727–1786).
Er war verheiratet mit Amalie Freiin von Zwierlein (1778–1829), Tochter des Salentin von Zwierlein und der Caroline von Hartling.  Die  Ehe brachte die Kinder
- Caroline (1800–1832, ⚭ 2. April 1826 Ferdinand Franz Joseph von Stein-Lausnitz)
- Henriette (1802–1888, ⚭ 24. Juni 1829 Gotthard Silvius Schenck zu Schweinsberg)
- Friedrich Georg Ferdinand (1805–1836, Dr. jur.,  Kammerherr, Reisestallmeister)
- Bernhard (1807–1840, Kammerherr und Landrat in Hungen)
- Wilhelm Christian Carl (1809–1874, Kammerherr)
- Therese (1814–1877), ⚭  Wilhelm von Berswordt gen. Wallrabe (1807–1888)
- Bertha (1820–1887)

hervor.

### Wirken
Ludwig war Gutsbesitzer in Hermannstein und Sorge sowie Offizier im Oberrheinischen Kreisregiment Solms-Braunfeld, als er 1820 gewählter Abgeordneter der Ersten Kammer der Landstände des Großherzogtums Hessen wurde.
Die Zweite Kammer bestand aus gewählten Vertretern der Bevölkerung, während in der Ersten Kammer institutionelle Vertreter, Vertreter des erblichen Adels sowie von der Regierung auf Lebenszeit Ernannte ihren Platz hatten.